# 久喜東
久喜東（くきひがし）は、埼玉県久喜市の町丁。現行行政地名は久喜東一丁目から久喜東六丁目。住居表示実施地区。郵便番号は346-0016。

## 地理
埼玉県北東部、久喜市南東部（久喜地区〈旧久喜市〉東部）に位置する。北側と北東側で久喜市古久喜の飛地に、北側から北東側にかけて久喜市野久喜に、北東側から東側にかけて久喜市吉羽に、東側で久喜市西および南埼玉郡宮代町大字国納・大字和戸・和戸横町に、南側で久喜市下早見に、西側で久喜市南・久喜中央・野久喜の飛地・久喜新の飛地に隣接する。西部を東北新幹線が、南西部と北西部を東武伊勢崎線がそれぞれ通り、南部を埼玉県道85号春日部久喜線が通る。東日本旅客鉄道（JR東日本）宇都宮線・東武伊勢崎線の久喜駅東口に位置し、久喜東二丁目・三丁目の各一部は土地区画整理事業により都市基盤整備が行われた。久喜東四丁目の一部と久喜東六丁目の一部が市街化調整区域に指定されており、そのほかは市街化区域に指定されている。主要道路の沿線には店舗や事業所が多く、それ以外は主に住宅地域となっている。

### 河川
- 中落堀川
- 蓮ヶ原川（蓮ヶ原落）
- 稲荷台用水
- 仏供田落

### 地価
住宅地の地価は、2023年（令和5年）1月1日時点の公示地価によれば、久喜東四丁目1385番50（住居表示は久喜東四丁目6番18号）の地点で87,000円/m2、久喜東一丁目844番3（住居表示は久喜東一丁目5番7号）の地点で121,000円/m2となっている。また、商業地の地価は、同じく2023年（令和5年）1月1日時点の公示地価によれば、久喜東三丁目1049番1外（住居表示は久喜東三丁目1番7号）の地点で121,000円/m2となっている。

## 歴史
- 1972年（昭和47年）4月1日：住居表示実施により、久喜市大字久喜新・大字野久喜・大字古久喜・大字下早見・大字吉羽・大字西の各一部から東一丁目 - 六丁目が成立[13][5]。
- 1973年（昭和48年）12月29日：前日に太田土地区画整理事業の換地処分が公告された[14]ことに伴い、施行区域で地番変更が行われる。
- 1983年（昭和58年）4月1日：東四丁目に久喜市立久喜東小学校が開校する[15]。
- 2010年（平成22年）3月23日：久喜市・南埼玉郡菖蒲町・北葛飾郡栗橋町・同鷲宮町が合併し、新たな久喜市が発足[16]。同時に町名が変更され、久喜市の久喜東一丁目 - 六丁目となる[16][注釈 6]。
- 2011年（平成23年）3月26日：都市計画道路杉戸久喜線・春日部久喜線（埼玉県道85号春日部久喜線）の宮代町大字和戸から久喜市南までの区間（約1.5 km）が開通する[17]。

## 世帯数と人口
2024年（令和6年）1月1日時点の世帯数と人口は、以下のとおりである。
| 丁目         | 世帯数    | 人口    |
| ------------ | --------- | ------- |
| 久喜東一丁目 | 916世帯   | 1,815人 |
| 久喜東二丁目 | 999世帯   | 1,795人 |
| 久喜東三丁目 | 678世帯   | 1,307人 |
| 久喜東四丁目 | 626世帯   | 1,534人 |
| 久喜東五丁目 | 1,064世帯 | 2,187人 |
| 久喜東六丁目 | 416世帯   | 835人   |
| 計           | 4,699世帯 | 9,473人 |

## 小・中学校の学区
市立小・中学校に通う場合、学区（校区）は以下のとおりとなる。
| 丁目         | 区域 | 小学校               | 中学校             |
| ------------ | ---- | -------------------- | ------------------ |
| 久喜東一丁目 | 全域 | 久喜市立久喜東小学校 | 久喜市立太東中学校 |
| 久喜東二丁目 | 全域 | 久喜市立太田小学校   | 久喜市立太東中学校 |
| 久喜東三丁目 | 全域 | 久喜市立久喜東小学校 | 久喜市立太東中学校 |
| 久喜東四丁目 | 全域 | 久喜市立久喜東小学校 | 久喜市立太東中学校 |
| 久喜東五丁目 | 全域 | 久喜市立久喜東小学校 | 久喜市立太東中学校 |
| 久喜東六丁目 | 全域 | 久喜市立久喜東小学校 | 久喜市立太東中学校 |

## 交通

### 鉄道
久喜東一丁目の西部および北部と久喜東二丁目・五丁目の各西部を東北新幹線が、久喜東二丁目の西部と久喜東六丁目の北東縁を東武伊勢崎線がそれぞれ通るが、地内に駅はない。ただし、東日本旅客鉄道（JR東日本）宇都宮線・東武伊勢崎線の久喜駅が、久喜東一丁目に近接する位置（駅の所在地は久喜中央二丁目）にある。最寄り駅は地点によって異なり、久喜駅のほか、東武伊勢崎線の和戸駅を最寄りとする地点もある。

### 路線バス
朝日自動車久喜営業所により、久喜駅東口に発着する路線バスが運行されている。
- KU11：久喜駅東口 → 東三丁目 → 高田 → 県営住宅入口 → 久喜東中学校前 → 本郷児童公園入口 → 朝日バス車庫 → 青葉四丁目 → 青葉団地中央 → 県営住宅入口 → 高田 → 東三丁目 → 久喜駅東口（青葉団地循環）
- KU12：久喜駅東口 - 東三丁目 - 高田 - 県営住宅入口 - 青葉団地中央 - 青葉四丁目 - 朝日バス車庫
- KU13：久喜駅東口 → 東三丁目 → 高田 → 県営住宅入口 → 青葉団地中央 → 青葉四丁目 → 朝日バス車庫 → 本郷児童公園入口 → 青毛三丁目 → 上高野 → 弁天橋 → 朝日バス車庫 → 青葉四丁目 → 青葉団地中央 → 県営住宅入口 → 高田 → 東三丁目 → 久喜駅東口（青葉・弁天橋循環）
- KU14：久喜駅東口 - 東三丁目 - 高田 - 県営住宅入口 - 青葉団地中央 - 青葉四丁目 - 朝日バス車庫 - 本郷児童公園入口 - 青毛三丁目 - 上高野 - 弁天橋
- KU15：久喜駅東口 - 東三丁目 - 高田 - 県営住宅入口 - 青葉団地中央 - 青葉四丁目 - 朝日バス車庫 - 弁天橋 - 上高野
- KU16：久喜駅東口 - 東三丁目 - 高田 - 県営住宅入口 - 青葉団地中央 - 青葉四丁目 - 朝日バス車庫 - 弁天橋 - 幸手駅西口
- KU21：久喜駅東口 → 西 → 高田 → 吉羽 → 青葉四丁目 → 朝日バス車庫 → 本郷児童公園入口 → 青毛三丁目 → 栗原二丁目 → 栗原 → 青葉四丁目 → 吉羽 → 高田 → 西 → 久喜駅東口（吉羽・栗原循環）
- KU22：久喜駅東口 - 西 - 高田 - 吉羽 - 青葉四丁目 - 栗原 - 栗原二丁目 - 青毛三丁目 - 本郷児童公園入口 - 朝日バス車庫
- KU23：久喜駅東口 - 西 - 高田 - 吉羽 - 青葉四丁目 - 栗原 - 栗原二丁目 - 青毛二丁目 - 久喜東中学校前 - 本郷児童公園入口 - 朝日バス車庫
- KU24：久喜駅東口 - 西 - 高田 - 吉羽 - 青葉四丁目 - 栗原 - 昌平高校
- KU26：久喜駅東口 - 西 - 高田 - 吉羽 - 青葉四丁目 - 栗原

また、久喜市内循環バスのうち久喜駅東口に発着する系統が運行されている。
- 東西連絡
  - 東行き：久喜駅西口 → 愛生会病院前 → 久喜小学校東 → 市役所 → 市民グラウンド → 総合体育館 → 市民グラウンド → 久喜南コミュニティセンター入口 → 宮前大橋 → 鶴寿荘 → （市役所第二庁舎） → 久喜メディカルクリニック前 → 久喜東コミュニティセンター東 → 地産児童公園入口 → 久喜駅入口 → 久喜駅東口
  - 西行き：久喜駅東口 → 久喜駅入口 → 東5丁目旧県道 → 久喜メディカルクリニック前 → 鶴寿荘 → （市役所第二庁舎） → 宮前大橋 → 久喜南コミュニティセンター入口 → 市民グラウンド → 総合体育館 → 市民グラウンド → 市役所 → 久喜小学校東 → 愛生会病院前 → 久喜駅西口
- 野久喜・吉羽循環：久喜駅東口 → けやきの木 → ふれあいセンター久喜 → 市立図書館前 → 地産児童公園入口 → 久喜駅入口 → 久喜駅東口
  - 野久喜経由・ふれあいセンター行き：久喜駅東口 → ふれあいセンター久喜
  - 吉羽経由・久喜駅東口行き：ふれあいセンター久喜 → 市立図書館前 → 地産児童公園入口 → 久喜駅入口 → 久喜駅東口
- 東循環：久喜駅東口 → 東5丁目旧県道 → 久喜自動車学校入口 → 久喜メディカルクリニック前 → 久喜東コミュニティセンター東 → 地産児童公園入口 → 久喜駅入口 → 久喜駅東口

### 道路
地内に国道は通っていない。
- 埼玉県道85号春日部久喜線（杉戸久喜線[注釈 8]）
- 久喜東停車場線（東口大通り）
- 青毛下早見線（いちょう通り）
- 六間通り
- 太田小通り

## 施設
久喜東一丁目
- 久喜警察署久喜駅東口交番
- 済興寺
- 久喜簡易裁判所・さいたま家庭裁判所久喜出張所
- 東一公園
- あけぼの東幼稚園
- あけぼの東幼稚園保育部・子育て支援センター（あけぼのランド）
- 東一会館
- 久喜東コミュニティセンター

久喜東二丁目
- 久喜駅東口自転車駐車場
- 西新田児童公園
- 第十号水源井
- 太田児童公園
- 地産児童公園
- 吉羽自治会集会所
- 西児童公園

久喜東三丁目
- 愛の家グループホーム久喜東
- 東3丁目公園
- 向地児童公園

久喜東四丁目
- 埼玉県古利根川流域下水道東中継ポンプ場
- 東4丁目公園
- 東4丁目第2公園
- サンシャインスイミングスクール久喜
- 久喜市立久喜東小学校
- 久喜市立さくらっこクラブ

久喜東五丁目
- JA共済連埼玉久喜事務所
- 東京電力東久喜変電所
- 公園
- 稲荷神社
- 久喜市東町集会所
- 久喜東町郵便局

久喜東六丁目
- 久喜自動車学校
- 公園
- 東六丁目集会所